# Taxon obsolète
Un taxon obsolète est un taxon qui n'est plus utilisé dans les classifications scientifiques modernes et qui n'a pas d'équivalent strict (dont il serait alors un simple synonyme). Un taxon obsolète perd ses taxons inférieurs (p. ex., les espèces d'un genre obsolète ne lui sont plus affiliées) et ses synonymes,.
Ainsi, une espèce peut être scindée en deux nouvelles espèces, et son nom ne peut pas être synonyme de celui de l'une des deux nouvelles. Un taxon peut être déclaré obsolète dans une classification phylogénétique à la suite d'analyses moléculaires le caractérisant comme polyphylétique (p. ex. les algues et les champignons) ou paraphylétique (p. ex. les Antilopes, les Insectivores et les Reptiles).